# BAW Yusheng
BAW Yusheng (кит. 北汽BAW 域胜007) или BAW BW007 (кит. 北京汽车制造厂-北京BW007) — компактный SUV китайской компании Beijing Automobile Works, представленный в сентябре 2010 года и запущенный в производство в 2011 году.

## Описание

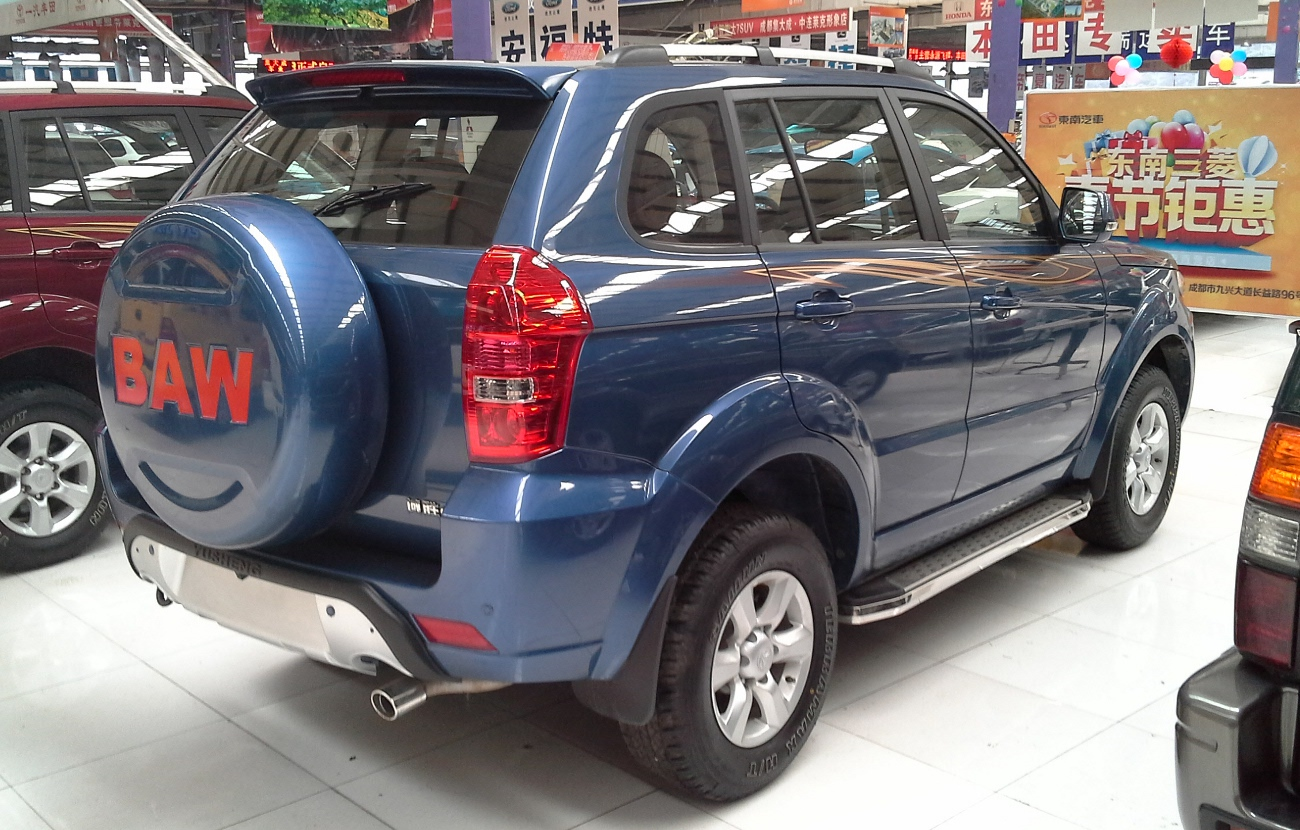
Вид сзади

BAW Yusheng дебютировал в 2010 году на Пекинском автосалоне. Изначально ценовой диапазон варьировался от 89800 до 12800 юаней, а с 2011 года — от 82800 до 107800 юаней.
BAW BW007 был разработан в 2007 году, когда продолжалось производство автомобилей Jeep на совместном предприятии Beijing Benz. Ранние прототипы базировались на платформах Jeep, и первоначальный вид прототипов напоминает автомобили Jeep. В движение BW007 приводился 2,4-литровым двигателем G4CA мощностью 105 кВт и крутящим моментом 217 Н·м.
В 2013 году BAW Yusheng прошёл фейслифтинг. Изменения коснулись интерьера, а центральная консоль напоминала центральную консоль автомобилей Range Rover.

## BAW Ruiling
BAW Ruiling (锐铃) — пикап на базе BW007. Он был представлен в 2012 году на Пекинском автосалоне. Его длина составляет 5088 мм, ширина — 1820 мм, а высота — 1804 мм. Колёсная база удлинена до 2735 мм. Снаряжённая масса пикапа составляет 2735 кг, а грузоподъёмность — 1910 кг.

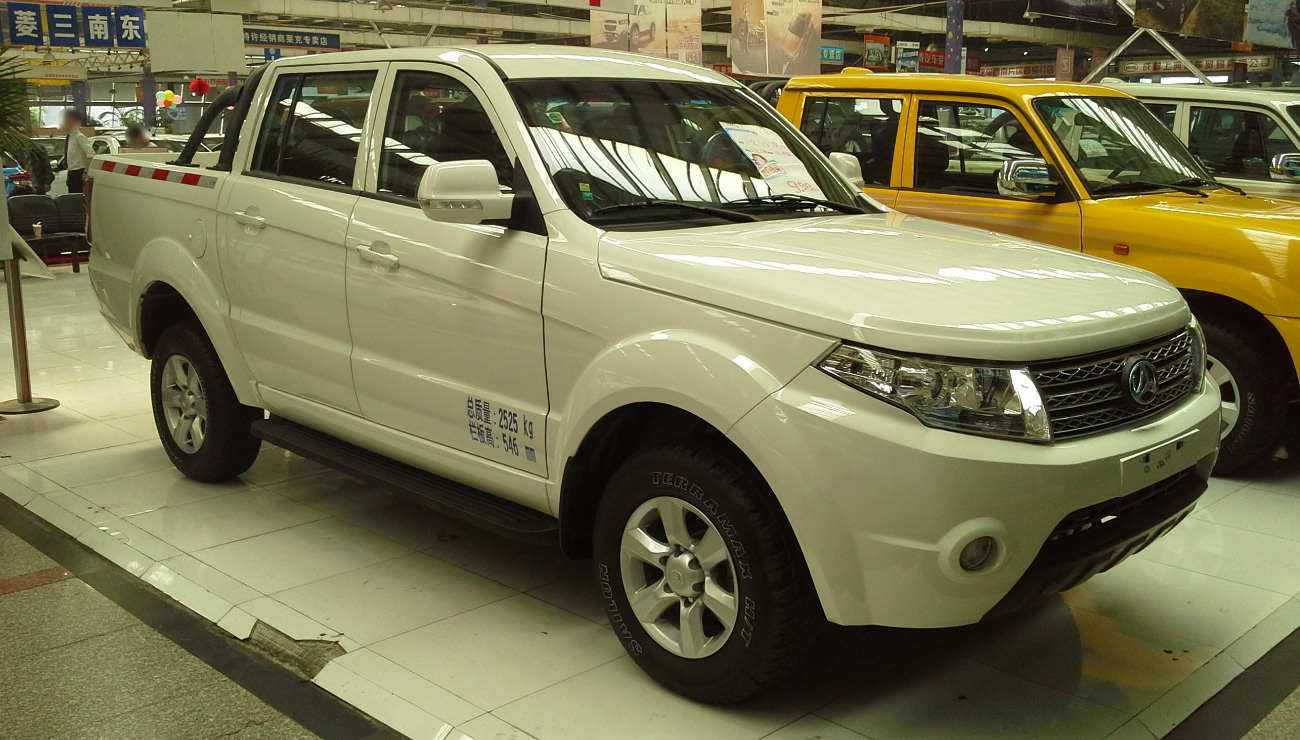
Вид спереди
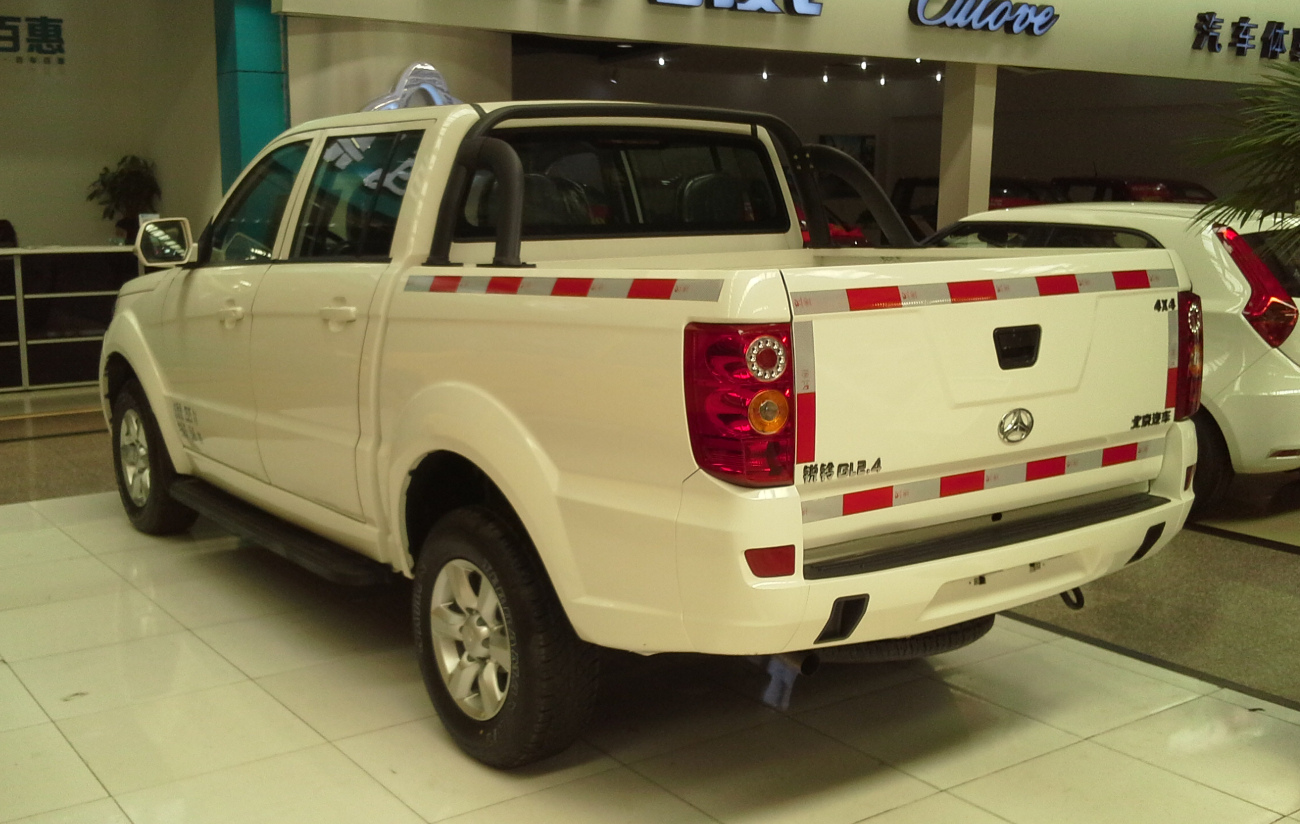
Вид сзади